# Флавий Руморид
Флавий Руморид (лат. Flavius Rumoridus) — римский государственный деятель конца IV века — начала V века.
Руморид был германского происхождения. Из одной надписи, найденной во Фракии, где упоминается его имя, можно сделать вывод, что он начинал свою военную службу в этой провинции. В 384 году Руморид занимал должность военного магистра при императоре Валентиниане II. Он поддерживал инициативу многих римских аристократов восстановить Алтарь Победы в курии Юлия.
В 403 году Руморид, будучи уже пожилым человеком, был назначен ординарным консулом на Западе империи. На Востоке его коллегой по консульству был юный император Феодосий II. По всей видимости, он вновь вернулся в армию в связи с вторжением вестготского правителя Алариха I в Италию в 402 году и сыграл определённую роль в победе над ним. Руморид исповедовал язычество.